# Rangali
Rangali is een van de eilanden van het Alif Dhaal-atol behorende tot de Maldiven.
Op dit eiland is het Super Luxe Conrad Maldives Rangali Island gevestigd.